# スーパーロボット大戦OGサーガ 魔装機神II REVELATION OF EVIL GOD
『スーパーロボット大戦OGサーガ 魔装機神II REVELATION OF EVIL GOD』（スーパーロボットたいせんオージーサーガ まそうきしんツー リベレイション・オブ・イビル・ゴッド）は、2012年1月12日にバンダイナムコゲームスから発売されたPlayStation Portable用ゲームソフト。
キャッチコピーは、「魔装機神、新章――ラ・ギアスを覆う黒い翳」。

## 概要
本作は1996年3月22日発売のスーパーファミコン用ソフト『スーパーロボット大戦外伝 魔装機神 THE LORD OF ELEMENTAL』および、そのリメイクである2010年5月27日発売のニンテンドーDS用ソフト『スーパーロボット大戦OGサーガ 魔装機神 THE LORD OF ELEMENTAL』（以下前作）の続編である。
本作は当初、1996年発売の『新スーパーロボット大戦』の続編と同時に開発が進められたが、1997年発売のセガサターン版『スーパーロボット大戦F』の開発が難航し、その製作を優先させるために一度開発が中止されている。その後、製作の意思はあったが正式な開発には至らず、約16年間の期間を要した後機会に恵まれたという。
初回限定版としてPSP向けにリメイクした『スーパーロボット大戦OGサーガ 魔装機神 THE LORD OF ELEMENTAL』を同梱した『スーパーロボット大戦OGサーガ 魔装機神I&II』が発売された。

## システム
ここでは、本作特有のシステムや新規追加・変更されたシステムについて解説する。シリーズ共通のシステムについてはスーパーロボット大戦シリーズのシステムを参照。
基本的なシステムは前作を踏襲しているが、従来のスーパーロボット大戦シリーズで実装されている「援護システム」や「合体攻撃」が新たに採用されている。以下は本作で新たに追加・変更されたシステム。

### パラメータ
スキル
パイロットの特殊技能は従来のようなレベルアップによる習得ではなく、自由に装備・解除可能になった。スキルには必要スロットが設定され、パイロットのスロット数を越えない分だけ装備できる。スキルのレベルは一定回数戦闘をこなすことで上がり、レベルが高いほど効果が強力になる。また、特定のスキル2つを最大レベルまで上げることでそのスキルを複合させた効果を持つスキルを新たに取得できる。
ランクアップシステム
前作同様、特定の武器はフル改造により強化形態へとランクアップする。前作とは違い、ランクアップ前の攻撃力をそのまま引き継ぐ。
一部の例外を除いて、基本的にランクアップ武器がない機体は短期間で離脱する。

### マップ
地形効果
地形には守護属性ごとに相性があり、回避率・被ダメージ・移動力に補正が加わる。また、魔法陣などの種類も増えている。
マップ上のオブジェクト
破壊可能な障害物や建物が設置されているマップが登場した。建物を敵の攻撃から守るシナリオなどで利用される。また、落石などのランダムイベントが追加された。
邪神級ユニットの大型化
作中で登場する邪神級ユニットは、複数のマスを占有して動かない特殊なユニットとなっている。そのサイズの分、多くのユニットが隣接することが可能。

### 戦闘
援護システム
前述のスキルの一つとして援護攻撃、援護防御が登場した。本作の援護システムはターンごとに使用回数が回復しないため、使い切ると次のマップまで使用できない。
合体攻撃
スーパーロボット大戦シリーズの合体攻撃は使用した側にしか経験値が入らないが、本作では合体攻撃に参加したパイロット全員に経験値が入る。

### そのほか
クリアデータの引き継ぎ
クリアデータをロードして新規にプレイを開始すると、「獲得資金」「取得武器・特殊スキル」「特殊スキルレベル」「撃破数」の4つが引き継がれる。獲得資金は、改造に費やされた分も含めて引き継がれ、2周目では50%、3周目では75%、4周目以降は100%引き継ぎとなる。武器や特殊スキルは、もともと隠し要素だったのを習得したものも含めて引き継がれる。また、スキルのレベルや戦闘回数も引き継がれる。なお、キャラクターのレベルは初期状態に戻る。
おまけ
シナリオをクリアしていずれかのエンディングをみた際、また、追想録の登録率、アンティラス隊武器開示率、用語録の登録率がそれぞれ100%になった際、オプションに「おまけ」というモードが追加され、ストーリー展開とは無関係のミニ劇場を見ることができるようになった。「おまけ」は全4種類で、シナリオデモの形式で会話が進むが、キャラクターのセリフには全て声があてられるフルボイス仕様となっている。似た趣味を持つミオとリューネの絡みなど、本編ではクローズアップされない会話が展開される。
強制出撃
全74シナリオ中の味方ユニットの強制出撃回数は、1位がマサキのサイバスター（46回）で、2位がリューネのヴァルシオーネR（14回）とミオのザムジード（14回）、4位がセニアのノルス・レイ（12回）となっている。
ウェンディ寄りの展開となるシナリオ38から50ではライコウのスヴェンド・ニーダムの強制出撃が多くなる。また、プレシア寄りの展開となるシナリオ51から58のシナリオではプレシア（ディアブロ）が長期間離脱し、最終ステージとなるシナリオ58の途中から復帰する。ヤンロン寄りの展開となるシナリオ59から74では、ヤンロンのグランヴェールの強制出撃が多くなる。

## プロモーション

### WEBラジオ
本作のプロモーションとして、スーパーロボット大戦公式ブログのWEBラジオ版が「熱血!必中!ボイス・スパログ! 〜魔装機神II篇〜」として2011年12月22日から2012年2月2日まで配信された。パーソナリティーはプロデューサーの寺田貴信と主人公マサキ・アンドー役の緑川光、そして音響監督の原道太郎。

### バンダイナムコライブTV
バンダイナムコライブTVの2012年1月11日放送にて本作の特集が組まれた。番組には、プロデューサーの寺田貴信、テュッティ・ノールバック役の井上喜久子、ツレイン・ザン・レカニバン役の岡本寛志がゲスト出演している。

### 購入特典
予約特典は「スーパーロボット大戦OGサーガ 魔装機神 オリジナルサウンドコレクションCD」。主要キャラクターのテーマ曲が収録されている。

## 関連商品

### 攻略本
- スーパーロボット大戦OGサーガ 魔装機神II REVELATION OF EVIL GOD パーフェクトバイブル ISBN 978-4-04-727915-5

### ムック
- スーパーロボット大戦OGサーガ 魔装機神 メモリアルブック ISBN 978-4-7753-1062-5